# 週刊育児ニュース
『週刊育児ニュース』（しゅうかんいくじニュース）は、2011年10月2日から2012年3月25日までテレビ大阪の制作により、テレビ東京系列で放送された、育児に関するミニ情報番組である。全25回。レックの一社提供番組。放送時間は毎週日曜 9:55 - 10:00 (JST) 。

## 概要
テレビ大阪初のテレビ東京系列全国ネットのミニ番組である。
乳幼児が初めて経験する出来事や育児に関する情報・注意点をニュース形式で紹介する番組として放送された。番組のVTRでは、本番組のスポンサーであるレックの「水99.9%ふんわりおしり拭き」が使用され、番組でも同商品のCMが放送された。
番組は2012年3月25日放送分をもって終了した。最終回では、番組の最後に「楽しく育児 頑張ってね」とのメッセージを表示した。

## 出演者
- 土田晃之（育児キャスター）

## ネット局・放送時間
| 放送対象地域   | 放送局         | 系列           | 放送時間          | 備考       |
| -------------- | -------------- | -------------- | ----------------- | ---------- |
| 大阪府         | テレビ大阪     | テレビ東京系列 | 日曜 9:55 - 10:00 | 制作局     |
| 関東広域圏     | テレビ東京     | テレビ東京系列 | 日曜 9:55 - 10:00 | 同時ネット |
| 北海道         | テレビ北海道   | テレビ東京系列 | 日曜 9:55 - 10:00 | 同時ネット |
| 愛知県         | テレビ愛知     | テレビ東京系列 | 日曜 9:55 - 10:00 | 同時ネット |
| 岡山県・香川県 | テレビせとうち | テレビ東京系列 | 日曜 9:55 - 10:00 | 同時ネット |
| 福岡県         | TVQ九州放送    | テレビ東京系列 | 日曜 9:55 - 10:00 | 同時ネット |

## スタッフ
- ナレーター - 新かな子
- 監修 - 佐山圭子（ひだまりクリニック）
- 制作協力 - ホールマン
- 製作著作 - テレビ大阪